# Misterton (Somerset)
Misterton is een civil parish in het bestuurlijke gebied South Somerset, in het Engelse graafschap Somerset met 826 inwoners.